# Williston B. Palmer

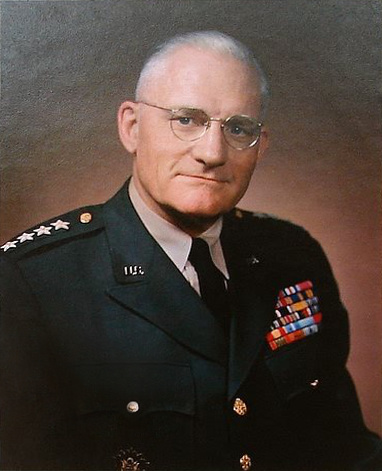
General Williston B. Palmer

Williston Birkhimer Palmer (* 11. November 1899 in Chicago, Illinois; † 10. November 1973 in Washington, D.C.) war ein US-amerikanischer General der US Army, der unter anderem zwischen 1955 und 1957 Vize-Chef des Generalstabes des Heeres (Vice Chief of Staff of the Army) sowie von 1957 bis 1959 stellvertretender Oberbefehlshaber der US-Streitkräfte in Europa USEUCOM (US European Command) war. Nach einjähriger Ruhestandzeit war er zwischen 1960 und 1962 noch erster Leiter der Abteilung für militärische Unterstützung im US-Verteidigungsministerium. Sein jüngerer Bruder Charles D. Palmer war ebenfalls General und löste ihn 1959 als stellvertretender Leiter der US-Streitkräfte in Europa ab, so dass die beiden die ersten Brüder in der Geschichte der US Army waren, die zeitgleich den höchsten Dienstgrad eines Generals innehatten.

## Leben

### Militärische Ausbildung und Zweiter Weltkrieg
Palmer war der ältere von zwei Söhnen von Oberst Charles Day Palmer und dessen Ehefrau Edith Birkhimer Palmer sowie ein Enkel von Brigadegeneral William E. Birkhimer, dem 1902 für seine Verdienste im Philippinisch-Amerikanischen Krieg die Medal of Honor verliehen wurde, die höchste militärische Auszeichnung der US-Regierung. Er selbst begann nach dem Schulbesuch im Juni 1917 eine militärische Ausbildung an der US Military Academy in West Point, die er im Juni 1919 abschloss. Zugleich wurde er zum Leutnant (Second Lieutenant) befördert und im Juli 1919 zur Feldartillerie nach Frankreich versetzt. Bereits im September 1919 kehrte er zurück und absolvierte eine Ausbildung für Artillerieoffizier im Camp Zachary Taylor. In den folgenden zwanzig Jahren fand er zahlreiche Verwendungen als Offizier in der US Army und als Absolvent verschiedener Militärschulen.
Palmer war vom 14. Februar bis zum 25. Dezember 1941 Leiter der Ausbildung im Feldartillerieersatzausbildungszentrum (Field Artillery Replacement Training Center) in Fort Bragg und erhielt in dieser Zeit den Brevet-Rang eines Oberstleutnants. Nach dem Angriff auf Pearl Harbor und dem damit verbundenen Eintritt der USA in den Zweiten Weltkrieg am 8. Dezember 1941 fungierte er zwischen dem 1. Januar und dem 16. Februar 1942 als Assistierender Artillerieoffizier der Panzertruppe und bekam am 1. Februar 1942 den Brevet-Rang eines Obersts verliehen. Im Anschluss war er vom 17. Februar bis zum 9. Juni 1942 Kommandeur der Artillerie der 6. Panzerdivision (6th Armored Division), der sogenannten „Super Sixth“. Danach war er vom 11. Juni bis zum 25. Juli 1942 abermals Assistierender Artillerieoffizier der Panzertruppe sowie anschließend zwischen dem 26. Juli 1942 bis zum 9. August 1943 Artillerieoffizier der Panzertruppe. In dieser Zeit wurde ihm 7. August 1942 der Brevet-Rang eines Brigadegenerals verliehen und am 11. Dezember 1942 zum Oberstleutnant befördert.
Nachdem Palmer vom 11. August bis zum 10. Oktober 1943 Sonderverbindungsoffizier zur 21. Heeresgruppe (21st Army Group) der British Army war, war er zwischen dem 11. Oktober 1943 und dem 8. Mai 1944 Artillerieoffizier der im Vereinigten Königreich stationierten 1. Heeresgruppe (1st Army Group) und erhielt für seine Leistungen den Legion of Merit. Er war zuletzt vom 9. Mai 1944 bis zum 12. November 1945 Kommandeur der Artillerie des in Nordwesteuropa operierenden VII. US-Korps (VII Corps). Für seine Verdienste in dieser Verwendung wurde ihm 1944 der Silver Star sowie 1945 erstmals die Army Distinguished Service Medal verliehen.

### Nachkriegszeit und Koreakrieg

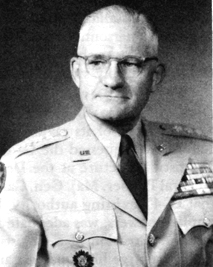
General Williston B. Palmer

Nach Ende des Zweiten Weltkrieges war Palmer zwischen November 1945 und dem 3. Januar 1946 Kommandeur der Schultruppen der Feldartillerieschule USAFAS (US Army Field Artillery School) in Fort Sill sowie im Anschluss vom 31. Januar 1946 bis zum 16. Oktober 1947 Kommandant der neu gegründeten Heeresinformationsschule (Army Information School) in den Carlisle Barracks. Daraufhin fungierte er zwischen dem 11. Dezember 1947 und dem 30. April 1948 als stellvertretender Leiter der Logistikabteilung der US-Streitkräfte in Europa USEUCOM (US European Command) und wurde in dieser Zeit am 11. März 1948 zum Oberst befördert. Er war danach vom 1. Mai 1948 bis zum 28. Juli 1949 Assistierender Chef des Stabes (Assistant Chief of Staff (G-4)) sowie in Personalunion Leiter der Logistikabteilung des US European Command und wurde am 11. März 1949 zum Brigadegeneral (Brigadier-General) befördert, wobei diese Beförderung auf den 18. Juli 1948 zurückdatiert wurde. Im Anschluss war er zwischen dem 29. Juli und dem 28. September 1949 noch Vize-Chef des Stabes des US European Command. Am 10. Juni 1952 wurde er zum Generalleutnant (Lieutenant-General) befördert.
Palmer war daraufhin vom 1. November 1949 bis zum 15. Oktober 1950 Kommandeur der 82. Luftlandedivision (82nd Airborne Division), der sogenannten „All American oder America’s Guard of Honor“, und erhielt in dieser Zeit am 3. Februar 1950 den Brevet-Rang eines Generalmajors, wobei diese auf den 5. Mai 1948 zurückdatiert wurde. Er war danach bis zum 24. November 1951 Kommandeur der sogenannten „Hell on Wheels“, der 2. Panzerdivision (2nd Armored Division), sowie zwischen dem 5. Dezember 1951 und dem 10. Juli 1952 Kommandierender General des im Koreakrieg eingesetzten X. US-Korps (X Corps). Für die dortigen militärischen Verdienste erhielt er am 28. November 1952 zum zweiten Mal die Army Distinguished Service Medal.

### General undVice Chief of Staff of the Army

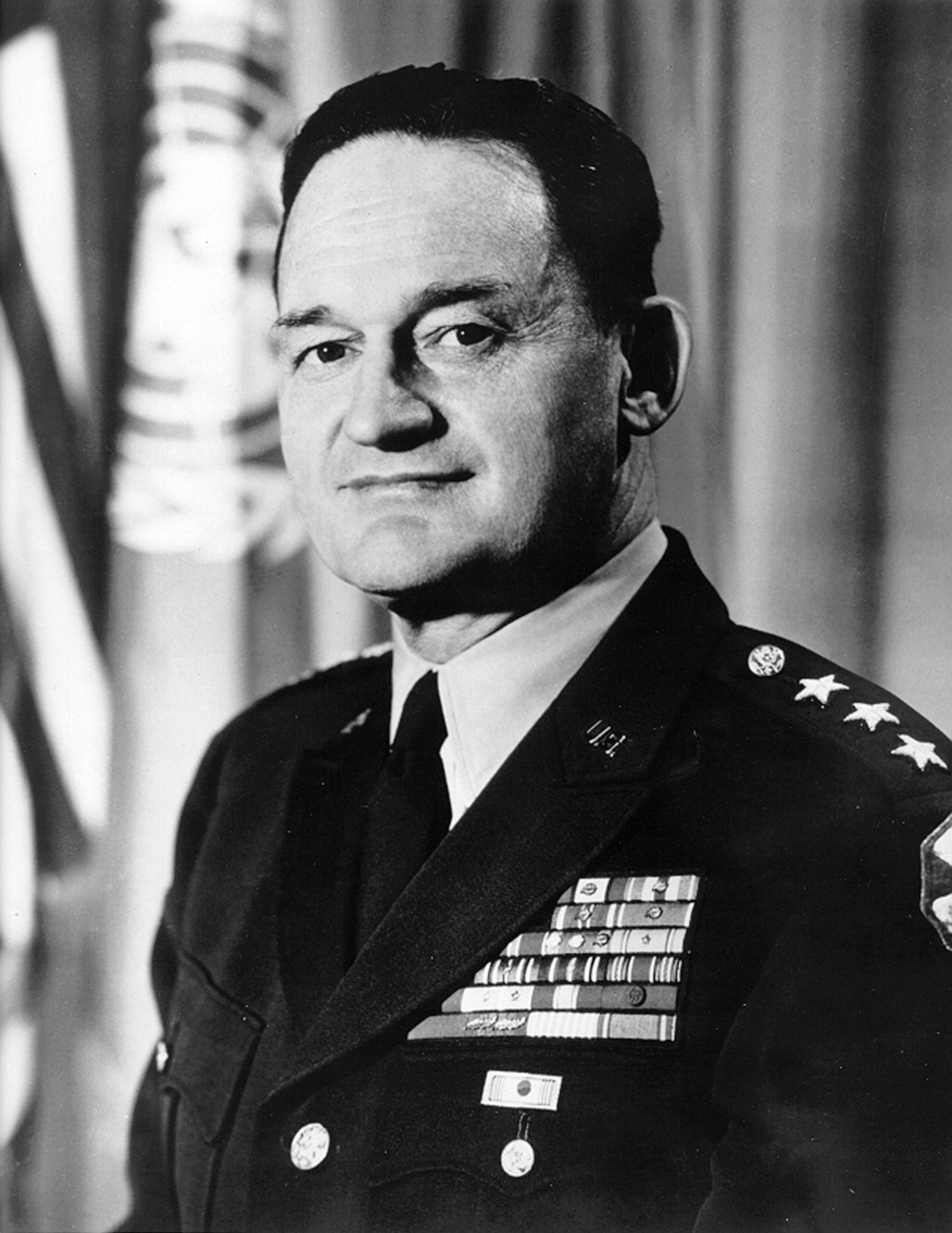
Williston B. Palmers jüngerer Bruder Charles D. Palmer war ebenfalls General und löste ihn 1959 als stellvertretender Leiter der US-Streitkräfte in Europa ab, so dass die beiden die ersten Brüder in der Geschichte der US Army waren, die zeitgleich den höchsten Dienstgrad eines Generals innehatten

Nach seiner Rückkehr fungierte Palmer zwischen dem 21. Dezember 1952 und dem 7. September 1954 zuerst als Assistierender Chef des Stabes des Heeres für Logistik (Assistant Chief of Staff for Logistics (G-4)) sowie im Anschluss vom 8. September 1954 bis zum 30. April 1955 als Stellvertretender Chef des Stabes der US Army für Logistik (Deputy Cief of Staff for Logistics). Am 1. Mai 1955 löste er General Charles L. Bolte als Vize-Chef des Generalstabes des Heeres (Vice Chief of Staff of the Army) und war als solcher bis zu seiner Ablösung durch General Lyman L. Lemnitzer am 30. Mai 1957 Stellvertreter von General Maxwell D. Taylor, dem Chief of Staff of the Army. Danach war er zwischen dem 1. Juni 1957 und dem 1. Oktober 1959 stellvertretender Oberbefehlshaber der US-Streitkräfte in Europa USEUCOM (US European Command). Am 4. November 1959 wurde er für seine Verdienste ein drittes Mal mit der Army Distinguished Service Medal geehrt.
Im Dezember 1959 trat Palmer nach 40-jähriger Dienstzeit in den Ruhestand, wurde aber bereits im Januar 1960 in den aktiven Militärdienst zurückbeordert und war daraufhin von Januar 1960 bis August 1962 erster Leiter der Abteilung für militärische Unterstützung (Director of Military Assistance) im US-Verteidigungsministerium (US Department of Defense). Am 25. September 1962 wurde ihm zum vierten Mal die Army Distinguished Service Medal verliehen.
Nach seinem Tode im Walter-Reed-Militärkrankenhaus wurde Palmer, der unverheiratet und kinderlos war, auf dem Nationalfriedhof Arlington bestattet. Sein jüngerer Bruder Charles D. Palmer war ebenfalls General und löste ihn 1959 als stellvertretender Leiter der US-Streitkräfte in Europa ab, so dass die beiden die ersten Brüder in der Geschichte der US Army waren, die zeitgleich den höchsten Dienstgrad eines Generals innehatten.

## Auszeichnungen
Auswahl der Auszeichnungen, sortiert in Anlehnung der Order of Precedence of Military Awards:
- Army Distinguished Service Medal (4×)
- Silver Star
- Legion of Merit